# Edvard I. Moser
thumb|Edvard Moser
Edvard I. Moser (n. 27 aprilie 1962) este un psiholog și neurolog norvegian, director fondator al Kavli Institute for Systems Neuroscience și Centre for the Biology of Memory de la Norwegian University of Science and Technology din Trondheim. Este laureat al Premiului Nobel pentru Fiziologie sau Medicină 2014, împreună cu John O'Keefe și May‐Britt Moser, „pentru descoperirea celulelor care constituie un sistem de poziționare în creier”.